# Campionato asiatico per club 2012 (femminile)
Il campionato asiatico per club 2012 si è svolto dal 21 al 29 aprile 2012 a Nakhon Ratchasima, in Thailandia. Al torneo hanno partecipato 9 squadre di club asiatiche ed oceaniane e la vittoria finale è andata per la quarta volta al Tianjin Nuzi Paiqiu Dui.		

## Squadre partecipanti
- Žetysu
- Asia World
- Chang
- Giti Pasand
- VTV Long An
- Santa Barbara P&R
- SLBFE
- Tianjin
- Toray Arrows

## Fase a gironi

### Gironi
| Girone A                                              | Girone B                               |
| ----------------------------------------------------- | -------------------------------------- |
| Asia World Chang VTV Long An Giti Pasand Toray Arrows | Žetysu Santa Barbara P&R SLBFE Tianjin |

## Fase finale

### Finali 1º e 3º posto
|  | Quarti            | Quarti       |         |        | Semifinali         | Semifinali         |  |  | Finale 1º/2º posto | Finale 1º/2º posto |
|  |                   |              |         |        |                    |                    |  |  |                    |                    |
|  |                   |              |         |        |                    |                    |  |  |                    |                    |
|  |                   |              |         |        |                    |                    |  |  |                    |                    |
|  | Žetysu            | 3            |         |        |                    |                    |  |  |                    |                    |
|  | Žetysu            | 3            |         |        |                    |                    |  |  |                    |                    |
|  | Giti Pasand       | 0            |         |        |                    |                    |  |  |                    |                    |
|  | Giti Pasand       | 0            | Žetysu  | 0      |                    |                    |  |  |                    |                    |
|  |                   |              | Žetysu  | 0      |                    |                    |  |  |                    |                    |
|  |                   | Toray Arrows | 3       |        |                    |                    |  |  |                    |                    |
|  | Tianjin           | Toray Arrows | 3       | 3      |                    |                    |  |  |                    |                    |
|  | Tianjin           |              |         | 3      |                    |                    |  |  |                    |                    |
|  | VTV Long An       | 0            |         |        |                    |                    |  |  |                    |                    |
|  | VTV Long An       | 0            | Tianjin | 3      |                    |                    |  |  |                    |                    |
|  |                   |              | Tianjin | 3      |                    |                    |  |  |                    |                    |
|  |                   | Toray Arrows | 2       |        |                    |                    |  |  |                    |                    |
|  | Toray Arrows      | Toray Arrows | 2       | 3      |                    |                    |  |  |                    |                    |
|  | Toray Arrows      |              |         | 3      |                    |                    |  |  |                    |                    |
|  | Asia World        | 0            |         |        |                    |                    |  |  |                    |                    |
|  | Asia World        | 0            | Chang   | 0      | Finale 3º/4º posto | Finale 3º/4º posto |  |  |                    |                    |
|  |                   |              | Chang   | 0      | Finale 3º/4º posto | Finale 3º/4º posto |  |  |                    |                    |
|  |                   | Tianjin      | 3       |        |                    |                    |  |  |                    |                    |
|  | Chang             | Tianjin      | 3       | 3      | Chang              | 3                  |  |  |                    |                    |
|  | Chang             |              |         | 3      | Chang              | 3                  |  |  |                    |                    |
|  | Santa Barbara P&R | 0            |         | Žetysu | 0                  |                    |  |  |                    |                    |
|  | Santa Barbara P&R | 0            |         |        | 0                  |                    |  |  |                    |                    |
|  |                   |              |         |        |                    |                    |  |  |                    |                    |
|  |                   |              |         |        |                    |                    |  |  |                    |                    |

### Finali 5º e 7º posto
|  | Semifinali        | Semifinali        | Semifinali  |             |             | Finale 5º/6º posto | Finale 5º/6º posto | Finale 5º/6º posto |  |
|  |                   |                   |             |             |             |                    |                    |                    |  |
|  | Santa Barbara P&R | Santa Barbara P&R | 0           |             |             |                    |                    |                    |  |
|  | Santa Barbara P&R | Santa Barbara P&R | 0           |             |             |                    |                    |                    |  |
|  | VTV Long An       | VTV Long An       | 3           |             |             |                    |                    |                    |  |
|  | VTV Long An       | VTV Long An       | 3           |             | VTV Long An | VTV Long An        | 3                  |                    |  |
|  |                   |                   |             |             | VTV Long An | VTV Long An        | 3                  |                    |  |
|  |                   |                   | Giti Pasand | Giti Pasand | 1           |                    |                    |                    |  |
|  | Giti Pasand       | Giti Pasand       | Giti Pasand | Giti Pasand | 1           | 3                  |                    |                    |  |
|  | Giti Pasand       | Giti Pasand       |             |             |             | 3                  |                    |                    |  |
|  | Asia World        | Asia World        | 0           |             |             | Finale 7º/8º posto | Finale 7º/8º posto | Finale 7º/8º posto |  |
|  | Asia World        | Asia World        | 0           |             |             |                    |                    |                    |  |
|  |                   |                   |             |             |             |                    |                    |                    |  |
|  |                   |                   |             |             |             | Santa Barbara P&R  | Santa Barbara P&R  | 2                  |  |
|  |                   |                   |             |             |             | Santa Barbara P&R  | Santa Barbara P&R  | 2                  |  |
|  |                   |                   |             |             |             | Asia World         | Asia World         | 3                  |  |

## Classifica finale
| Classifica | Squadre           | Qualificazione                |
| ---------- | ----------------- | ----------------------------- |
|            | Tianjin           | Coppa del Mondo per club 2012 |
|            | Toray Arrows      |                               |
|            | Chang             |                               |
| 4          | Žetysu            |                               |
| 5          | VTV Long An       |                               |
| 6          | Giti Pasand       |                               |
| 7          | Asia World        |                               |
| 8          | Santa Barbara P&R |                               |
| 9          | SLBFE             |                               |